# Karin Westerberg
Karin Helen Westerberg Kindgren, född den 24 december 1982 i Gnesta, är en svensk pianist, sångerska, låtskrivare och musikpedagog.

## Biografi
Westerberg växte upp i Gnesta som yngst av tre syskon och spelade sedan tidig barndom piano och ett flertal andra instrument. En inbjudan att spela på Södertuna slott under gymnasietiden på Täljegymnasiet i Södertälje ledde till en mångårig verksamhet som pianist och underhållare på en mängd platser, bland annat återkommande på Grand Hôtel i Stockholm. Hon har en repertoar på över 2000 melodier inom de flesta genrer. 2001 inledde hon studier till församlingsmusiker på Betel folkhögskola i Bromma och valdes 2004 till Sveriges Lucia. Samma år tilldelades hon STIM:s stipendium. På musikproduktionsbolaget Eclectic arbetade hon som assistent åt producenterna och låtskrivarna Anders Hansson och Johan Åberg och körade på ett flertal album, såsom Lena Philipssons album Det gör ont en stund på natten men inget på dan tillsammans med Orup och Prototype  med Bodies Without Organs. Hon har även utbildat sig till musikpedagog vid Stockholms musikpedagogiska institut och framträder emellanåt som dubbelpianist tillsammans med Olle Eilestam.
Westerberg skivdebuterade våren 2007 med den egna singeln Rulla mig hem, som har följts av ett flertal ytterligare.
Vårsäsongen 2015 tog hon över som en av de pianospelande lagledarna i SVT:s Så ska det låta efter Angelica Alm. Westerberg har även medverkat i underhållningsprogrammen Doobidoo och som huspianist i Stjärnor hos Babben.
Hon är syster till designern Maria Westerberg.

## Diskografi

### Singlar
- 2007 – Vacker
- 2007 – Rulla mig hem
- 2007 – Små, små saker
- 2010 – Kittlig
- 2010 – Du blev nog över
- 2010 – Svenska vintern
- 2014 – A Millionaire In The Rain